# 中開
中開（なかひらき）は、大阪府大阪市西成区にある町名。現行行政地名は中開一丁目から中開三丁目。

## 地理
西成区の北東部に位置し、南に南開、北に北開、北西に浪速区浪速西、北東に浪速区大国と接している。

## 世帯数と人口
2019年（令和元年）9月30日現在の世帯数と人口は以下の通りである。
| 丁目       | 世帯数  | 人口  |
| ---------- | ------- | ----- |
| 中開一丁目 | 88世帯  | 103人 |
| 中開二丁目 | 364世帯 | 456人 |
| 中開三丁目 | 165世帯 | 285人 |
| 計         | 617世帯 | 844人 |

### 人口の変遷
国勢調査による人口の推移。
| 1995年（平成7年）  | 873人   | [ 6 ]  |  |
| 2000年（平成12年） | 1,143人 | [ 7 ]  |  |
| 2005年（平成17年） | 1,070人 | [ 8 ]  |  |
| 2010年（平成22年） | 899人   | [ 9 ]  |  |
| 2015年（平成27年） | 916人   | [ 10 ] |  |

### 世帯数の変遷
国勢調査による世帯数の推移。
| 1995年（平成7年）  | 489世帯 | [ 6 ]  |  |
| 2000年（平成12年） | 614世帯 | [ 7 ]  |  |
| 2005年（平成17年） | 669世帯 | [ 8 ]  |  |
| 2010年（平成22年） | 577世帯 | [ 9 ]  |  |
| 2015年（平成27年） | 635世帯 | [ 10 ] |  |

## 学区
市立小・中学校に通う場合、学区は以下の通りとなる。なお、小学校・中学校入学時に学校選択制度を導入しており、通学区域以外に西成区にある以下の通学区域に隣接する校区にある小学校、西成区内にある中学校から選択することも可能。
| 丁目       | 番     | 小学校               | 中学校               |
| ---------- | ------ | -------------------- | -------------------- |
| 中開一丁目 | 1〜2番 | 大阪市立新今宮小学校 | 大阪市立今宮中学校   |
| 中開一丁目 | 3番    | 大阪市立長橋小学校   | 大阪市立鶴見橋中学校 |
| 中開二丁目 | 全域   | 大阪市立長橋小学校   | 大阪市立鶴見橋中学校 |
| 中開三丁目 | 全域   | 大阪市立長橋小学校   | 大阪市立鶴見橋中学校 |

## 事業所
2016年（平成28年）現在の経済センサス調査による事業所数と従業員数は以下の通りである。
| 丁目       | 事業所数 | 従業員数 |
| ---------- | -------- | -------- |
| 中開一丁目 | 17事業所 | 165人    |
| 中開二丁目 | 18事業所 | 70人     |
| 中開三丁目 | 13事業所 | 88人     |
| 計         | 48事業所 | 323人    |

## 交通
- 国道43号

## その他

### 日本郵便
- 〒557-0022[3]（集配局：西成郵便局[14]）